# Сухой, Павел Осипович
Па́вел О́сипович Сухо́й (бел. Павел Восіпавіч Сухі; 10 [22] июля 1895, село Глубокое, Дисненский уезд, Виленская губерния, Российская империя (ныне Витебская область, Белоруссия) — 15 сентября 1975, Москва, СССР) — советский авиаконструктор, доктор технических наук, один из основателей советской реактивной и сверхзвуковой авиации.
Дважды Герой Социалистического Труда (1957, 1965), лауреат Сталинской (1943), Ленинской (1968) и Государственной (1975) премий, лауреат премии № 1 им. А. Н. Туполева (1975, посмертно), Государственной премии Российской Федерации (1997, посмертно).

## Биография

### Раннее детство
Родился 22 июля 1895 года в селе Глубокое Дисненского уезда Виленской губернии Российской империи (ныне — город Глубокое Витебской области, Белоруссия) в семье учителя народной школы. Белорус.
Андрей Сухой, дед Павла Сухого по отцовской линии, был небогатым белорусским крестьянином.
Отец Павла, Осип Андреевич Сухой, крестьянствовал вместе с отцом. Обнаружил в детстве незаурядные способности. На «мирские средства» — деньги, собранные односельчанами «всем миром», — получил образование в учительской семинарии. Затем работал учителем в родном селе.

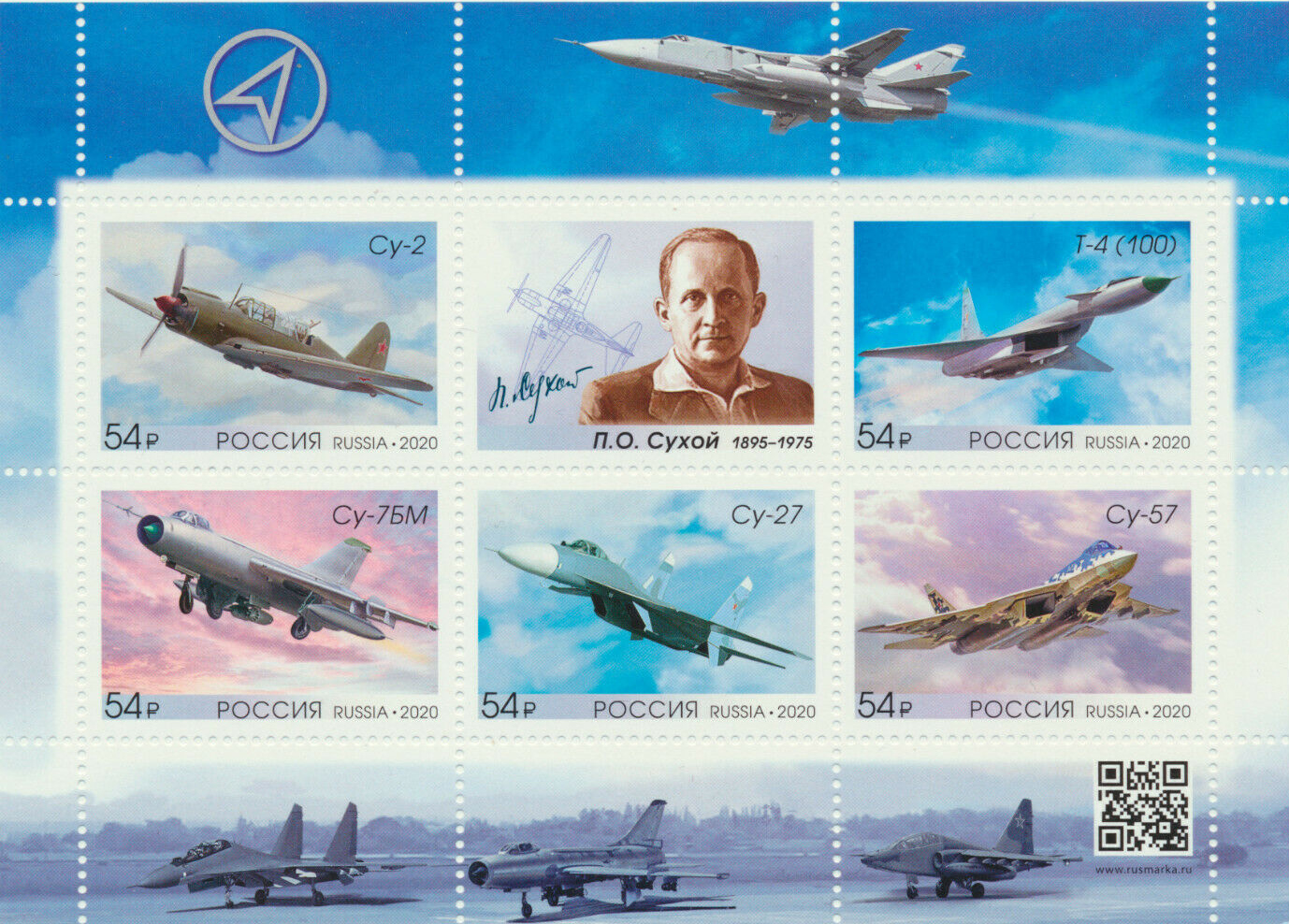
Почта России, 2020 г.

Мать — Елизавета Яковлевна Гисич. В семье Сухих было шестеро детей: пять девочек и один мальчик — Павел.

### Жизнь в Гомеле
В 1900 году отцу предложили заведовать школой для детей железнодорожников в Гомеле, и семья переехала в город. Первоначально семья Сухих снимала квартиру рядом со школой. Помимо преподавательской деятельности, Осип Андреевич организовал для учеников школы кружок хорового пения, которым и руководил.
Сосед по дому, инженер-железнодорожник, симпатизировавший Сухим, дал Осипу Андреевичу денег взаймы без процентов, в рассрочку на несколько лет. На эти деньги рядом с железной дорогой был куплен участок земли и построен добротный дом: четыре комнаты, кухня и веранда. Семья Сухих посадила сад, разбила огород и завела корову и кур.
Отец, Осип Андреевич, собрал в своём доме большую личную библиотеку, любил музыку и хоровое пение. В доме Сухих все увлекались чтением, игрой на скрипке и пением. В семье также общими усилиями выпускался домашний молодёжный рукописный журнал «Молодая поросль». В журнал дети охотно писали рассказы, стихи, рассказывали о своих впечатлениях, помещали рисунки и дружеские преувеличения.
Белорусский литератор Константин Мицкевич (литературный псевдоним Якуб Колас) подарил в библиотеку Сухих томик своих стихов.

#### Учёба в Гомельской мужской гимназии
В 1905 году Павел поступил в Гомельскую Александровскую мужскую гимназию. Ныне это здание — административно-учебный корпус Белорусского государственного университета транспорта.
Окончил гимназию в июне 1914 года, имея оценку «хорошо» по латинскому и немецкому языкам и отличные оценки по остальным десяти предметам.
В «Аттестате зрелости» сделана следующая запись:.
Дан сыну начального учителя из крестьян… в том, что вступив в Гомельскую гимназию 16 августа 1905 года, обучался в ней по 8.VI.1914 года. Во внимание к постоянному отличному поведению и прилежанию и к отличным успехам в науках, в особенности же в математике и физике, Педагогический Совет постановил наградить Павла Сухого Серебряной медалью.
В дальнейшем Павел Сухой свободно читал авиационную техническую литературу на немецком языке, а также, хорошо владея латынью, со словарём — на ряде европейских языков — английском, французском, итальянском и других, что в значительной степени повлияло на его успехи в инженерной и административной деятельности. Павлу Сухому позднее также помогали переводить техническую литературу с французского — жена Софья, с английского и французского языков — дочь Ирина.

#### Событие, определившее судьбу
Рассказывая дочери Ирине о своём отрочестве, Павел Сухой отметил, что самым сильным впечатлением этих лет были показательные полёты над Гомелем аэроплана, который пилотировал русский авиатор Сергей Уточкин. Полёты проходили в рамках публичных гастролей Уточкина по городам Российской империи.
Павел Сухой вспоминал:
…Я шёл с ребятами из гимназии, и вдруг над нашими головами пролетел аэроплан. Это было так неожиданно и удивительно, что дух захватывало. Не птица, а человек летит над нами!

### Московский период жизни до 1915 года
Павел Сухой мечтал поступить в Императорское Московское техническое училище, — единственное учебное заведение Российской империи, где изучались теоретические и технические проблемы воздухоплавания на аппаратах тяжелее воздуха.
Отец, Осип Сухой, в 1914 году выслал необходимые для поступления документы в Москву своему родственнику. Тот, опасаясь утери документов, подал в Приёмную комиссию только копии. По этой причине Павлу Сухому в сдаче вступительных экзаменов в ИМТУ было отказано.
Несмотря на это, Павел приехал в Москву и сам подал документы, теперь уже в Московский университет. Успешно сдав вступительные экзамены, он стал студентом математического факультета университета. Через год, покинув Московский университет, Павел Сухой всё-таки поступил в Императорское Московское техническое училище, успешно сдав вступительные экзамены. Здесь он стал членом Кружка воздухоплавания, который создал и которым руководил профессор Николай Жуковский.

### Первая мировая война. Служба в армии
Вооружённый конфликт в Европе перерос в Мировую войну. В 1915 году, по достижении призывного возраста, Павел Сухой был мобилизован на военную службу в российскую армию. После обучения в Школе прапорщиков послан на Западный фронт в действующую армию, где служил в артиллерии. После Октябрьской революции 1917 года Восточный фронт развалился. Павел Сухой вернулся в Москву, но Техническое училище было закрыто. Тогда он принял решение вернуться на родину в родительский дом в Гомеле.

### 1918—1920 годы, Беларусь
Павлу Сухому было предложено место учителя математики в небольшом городе Лунинец неподалёку от Брест-Литовска, в Западной Беларуси. В этой школе он познакомился с молодой учительницей французского языка Софьей Феликсовной Тенчинской, своей будущей женой.
В 1919 году Павел Сухой, Софья Феликсовна и несколько других учителей, спасаясь от продвигающихся польских войск, вынуждены были выехать в Гомель. Здесь они продолжали учительствовать в Школе для детей железнодорожников, которой заведовал отец Осип Андреевич Сухой. Добывая в окрестных деревнях продукты для семьи, Павел заболел сыпным тифом, а затем перенёс скарлатину, которая дала осложнение на горло. Имея хороший слух и приятный тенор, в юности в кругу семьи Павел иногда пел. Теперь, после перенесённого заболевания, он даже говорил приглушённо, с трудом. Быть может, поэтому в дальнейшем говорил мало и прослыл «молчуном». По этой причине коллеги по работе полагали, что Павел Сухой «несколько суховат» в общении.
В 1920 году вышло постановление Совета народных комиссаров РСФСР о возвращении студентов в высшие учебные заведения. Летом 1921 года Павел Сухой вознамерился продолжить учёбу в Техническом училище в Москве.

### 1921—1925 годы, жизнь и учёба в Москве
В марте 1918 года профессор Николай Жуковский создаёт в Москве «Летучую лабораторию» — первое советское исследовательское учреждение по вопросам авиации.
28 июня 1918 года Владимир Ульянов (Ленин) подписывает декрет о национализации всех авиационных предприятий России. В Москве создаются Авиатехникум и Институт инженеров Красного Воздушного Флота. 3 декабря 1920 года ректором ИИКВФ избран профессор Н. Е. Жуковский. Организован ЦАГИ — Центральный аэрогидродинамический институт, государственное научно-исследовательское учреждение, который возглавили Николай Жуковский и его ученик — молодой авиаконструктор Андрей Туполев. 17 марта 1921 года после перенесённого тифа и двух кровоизлияний в мозг первый учитель Павла Сухого в области авиационной инженерии Николай Егорович Жуковский скончался.

### Семья
Осенью 1921 Павел Сухой вернулся в знакомые ему аудитории Технического училища в Москве. В 1923 году из Гомеля в Москву приехала и Софья Феликсовна Тенчинская (1895—1982) — помочь овдовевшей сестре, оставшейся с малыми детьми. Белоруска стала преподавать иностранные языки в Институте физкультуры. Павел и Софья случайно встретились на улицах Москвы. Павел Осипович сделал землячке предложение стать его женою, и они поженились. Молодожёны жили вначале в маленькой комнатке жены. Здесь у них родилась дочь Ирина Павловна (1925—2009), в замужестве — Воскресенская. Позднее родился сын Дмитрий Павлович (1932—2000).
Днём Павел Сухой учился в МВТУ, а вечерами подрабатывал в Конструкторском бюро Николая Васильевича Фомина, где проектировались дирижабли. Павел также продолжал занятия в авиационном кружке при Училище.
Летом семья уезжала на родину. Здесь в Гомеле их радушно принимали в доме Осипа Андреевича Сухого — директора сельской школы, получившего звание «Народный учитель Белоруссии».
В начале 1924 года Павел Сухой стал работать чертёжником в Экспериментальном отделе ЦАГИ.

### Дипломированный инженер
В этом же году студент Павел Сухой приступает к работе над дипломным проектом. Его руководителем назначили авиаконструктора Андрея Туполева.
Защита дипломного проекта прошла успешно.
В свидетельстве об окончании Московского Высшего технического училища написано следующее:
В марте 1925 года Павел Осипович Сухой подвергся испытаниям в Государственной квалификационной комиссии и защитил диплом на тему: «Одноместный истребитель с мотором 300 лошадиных сил». Павлу Осиповичу Сухому присваивается квалификация инженера-механика.
Андрей Туполев разглядел в Павле Сухом талант авиационного конструктора и пригласил молодого инженера на работу в АГОС (Авиация. Гидроавиация. Опытное строительство) — Конструкторский отдел Центрального аэрогидродинамического института (ЦАГИ) в Москве. Павел согласился, и был направлен в Конструкторскую бригаду Александра Ивановича Путилова на должность инженера-конструктора.

### Портрет
- Владимир Балуев[21], российский инженер-авиаконструктор; начал работать в бригаде Павла Сухого с 1929 года:

…Подкупали вежливость, спокойствие, работоспособность Павла Осиповича, его чёткие ответы на все задаваемые вопросы, внимание и благожелательность к начинающим конструкторам… Молодые конструкторы рвались в бригаду Сухого, там было особенно интересно. …Он не терпел безответственного отношения к порученному делу, пустопорожних разговоров, подхалимства, недисциплинированности, очковтирательства. Сам Павел Осипович был отличным конструктором-новатором… Он умел… вызвать интерес к теме, заставить мыслить, искать новые пути…
- А. В. Мурашов[22], российский инженер-конструктор:

Когда в 1939 году я пришёл в Конструкторское бюро, меня встретил стройный, выше среднего роста, гладко причёсанный, несколько аскетического вида человек в белоснежной рубашке без галстука, в накинутом на плечи сером пиджаке. Он стоял за столом, на котором, кроме самых необходимых письменных принадлежностей, ничего не было. (…) Павел Осипович произвёл на меня очень приятное впечатление. Понравилась его вежливость, располагающий внимательный взгляд больших карих глаз, спокойный деловой разговор, умение слушать собеседника.
- Леонид Кербер[23], российский авиаконструктор, заместитель Генерального авиаконструктора Андрея Туполева:

Я познакомился с Павлом Осиповичем Сухим (в 1937 году), когда два самолёта АНТ-25 начали непосредственно готовить к перелёту в США. Сухой был ведущим конструктором этих машин… Необыкновенный педантизм… Врождённые черты характера Павла Осиповича — внутренняя убеждённость в своей правоте, невозмутимость… Мне посчастливилось работать со многими крупными авиаконструкторами. И, к чести Павла Осиповича, …почти никто из них не обладал такой выдержкой и самоконтролем, способностью сдерживать в себе гнев, раздражительность, возмущение, как Павел Осипович Сухой.
- Архип Люлька[24], Главный конструктор авиационных двигателей, советский инженер (28 мая 1947 года, на испытаниях реактивного истребителя Су-11, который пилотировал лётчик-испытатель Георгий Шиянов):

…Меня охватывает страшное волнение, но Павел Осипович невозмутим, даже слишком спокоен. …Я …просто трясся от страха. Сделав несколько кругов, самолёт плавно касается дорожки. Меня охватывает волна восторга и счастья… Подойдя к Главному конструктору самолёта, я обнял его и приподнял от земли. Павел Осипович удивлённо посмотрел на меня. Его лицо не выражало абсолютно никаких эмоций. Эта непроницаемость меня поразила тогда больше всего. Потом-то я привык к его сдержанности. Переживая всё в себе, будь то неудача или успех, внешне он не показывал своих чувств. И те, кто не знал его хорошо, считали «сухим».
- А. К. Аронов[25], российский инженер, Ведущий авиаконструктор упразднённого Конструкторского бюро В. Г. Ермолаева (после его смерти) в 1946 году:

Мы были наслышаны об особой требовательности Павла Осиповича… Но в первые же дни стало ясно, что перед нами — образец истинного руководителя. Личный пример деловитости, требовательности к дисциплине и порядку, стремление вникать в самую глубину решаемой задачи, корректность в обращении, ни малейшего панибратства и врождённая интеллигентность были присущи нашему новому Главному конструктору. …Сдержанность и «сухость» Павла Осиповича вовсе не означали его душевную сухость, он был заботлив и чуток к людям.

### Инженерная и конструкторская деятельность
Конструкторское бюро Туполева размещалось в двухэтажном особняке, до 1918 года принадлежавшем купцу-меховщику Михайлову. Сегодня здесь размещается Мемориальный музей Н. Е. Жуковского. Проектировщики занимали верхний — второй этаж. На первом были опытные мастерские. Рядом уже строились новые здания ЦАГИ и, отдельно, — проектно-конструкторская организация АГОС — которая была создана для постройки и испытаний новых самолётов различного назначения.
Авиационный отдел ЦАГИ предложил строительство цельнометаллических самолётов. Под руководством Андрея Туполева была создана Комиссия по металлическому самолётостроению. В Российской империи алюминий не производился. На Кольчугинском заводе близ города Владимир под руководством В. А. Буталова стали выпускать сплав кольчугалюминий — по названию завода.
Если АНТ-1 имел смешанную конструкцию, то следующий самолёт — АНТ-2 был уже полностью цельнометаллический.
2 февраля 1926 года Отделу авиации, гидроавиации и опытного строительства ЦАГИ заказан проект цельнометаллического истребителя с применением в конструкции кольчугалюминия. Конструирование прототипа, который получил индекс АНТ-5, было поручено Конструкторскому отделу Александра Путилова.
«Истребитель четвёртый» И-4 (АНТ-5) стал первым самолётом, в конструировании которого Павел Сухой принял участие. Молодой инженер создал оригинальную конструкцию подмоторной рамы, которая изготавливалась штамповкой, что удешевляло её производство. В дальнейшем на заводе № 22 Сухой занимался доводкой конструкции самолёта и его запуском в серийное производство.
Испытания были завершены в конце апреля 1929 года. «Самолёт И-4ЮVI (И-4 с мотором Юпитер VI) может быть рекомендован на снабжение воздушного флота как современный истребитель».
Истребитель И-4 состоял на вооружении ВВС с 1929 по 1935 год.
В 1932 году Александр Путилов ушёл из АГОС ЦАГИ и возглавил КБ нового Тушинского авиазавода, где занимался освоением авиастроения из нержавеющей стали.
В октябре 1935 года вышел приказ о снятии истребителя И-4 с вооружения лётных частей ВВС как устаревшего.

### Руководитель Конструкторских бригад
В октябре 1930 года Павел Сухой стал заместителем главного конструктора Андрея Туполева и возглавил Бригаду № 4, получив возможность самостоятельно руководить разработкой и постройкой самолётов. Это стало основой формирования конструкторского коллектива будущего авиационного конструкторского бюро.
После прекращения работ по созданию экспериментального самолёта-биплана АНТ-12 инженер В. М. Родионов предложил на основе проекта осуществить постройку истребителя в порядке общественной инициативы. Поэтому прототип получил название «Общественный самолёт». Однако Управление ВВС заинтересовалось проектом и в декабре 1929 года выдало тактико-технические требования под новый самолёт-истребитель под индексом И-8 (АНТ-13). Туполев передал все работы по конструированию и постройке самолёта Павлу Сухому в Конструкторскую бригаду № 4. Истребитель-биплан И-8 был построен и проходил испытания. Но по причине отсутствия подходящего двигателя работы по доводке самолёта были прекращены.
4 мая 1932 года произошло слияние бригад № 3 (руководитель Г. И. Бертош) и № 4 (руководитель П. О. Сухой) в одну — бригаду № 3, начальником которой по предложению С. В. Ильюшина был назначен Павел Сухой. Приказом начальника ЦАГИ Н. М. Харламова авиаконструкторы Н. Н. Поликарпов и Г. И. Бертош были назначены заместителями П. О. Сухого.
Объединённая бригада № 3 должна была к середине 1933 года выпустить на испытания истребитель-моноплан И-14 (АНТ-31) с двигателем воздушного охлаждения М-38 и истребитель-полутороплан истребитель тринадцатый И-13 с двигателем жидкостного охлаждения М-32.
П. О. Сухой сосредоточил свои усилия на разработке пушечного истребителя-моноплана И-14 (АНТ-31), а Г. И. Бертош — на разработке И-13 на базе истребителя И-8.
В июле 1932 года заместитель начальника ЦАГИ 1932 С. В. Ильюшин выдал Н. Н. Поликарпову задание на разработку истребителя-полутороплана И-14а с двигателем воздушного охлаждения. Самолёт проектировался на основе истребителя И-13 Поликарпова и замышлялся как высокоманёвренный истребитель, который должен был тактически дополнять И-14 Сухого.
В 1933 году Центральный аэрогидродинамический институт отметил пятнадцатилетие своей деятельности. За успешное создание серийных боевых самолётов-истребителей И-4 и И-14 Павел Сухой был награждён орденом Красной Звезды.
Под общим руководством Андрея Туполева в Конструкторской бригаде № 3 Павлом Сухим созданы истребитель И-14, рекордные самолёты АНТ-25 РД «Рекордная дальность» (боевой вариант ДБ-1) и АНТ-37бис «Родина» (боевые варианты ДБ-2 и ДБ-2Б).

### Конкурс на создание самолёта «Ива́нов»
В 1936 году в СССР был объявлен конкурс на разработку многоцелевого самолёта «Ива́нов». В конкурсе приняли участие конструкторские коллективы А. Н. Туполева, Н. Н. Поликарпова, И. Г. Немана, Д. П. Григоровича, С. А. Кочеригина и С. В. Ильюшина.
Конструкторская бригада Павла Сухого предложила проект двухместного одномоторного низкоплана.
25 августа 1937 года лётчик-испытатель Михаил Громов впервые поднял в воздух прототип. В 1939 году на самолёт установили мотор М-88Б мощностью в 1000 л. с. и 10 реактивных снарядов РС-82. Самолёт ББ-1 — «ближний бомбардировщик первый» одержал победу в конкурсе и был рекомендован к серийной постройке. Под индексом «Су-2» ближний бомбардировщик предполагалось выпускать большой серией на нескольких авиазаводах.

### Опытно-конструкторское бюро Павла Сухого
За победу в конкурсе на проектирование ближнего бомбардировщика ББ-1 Павел Сухой получил право на создание собственного авиационного конструкторского бюро.
29 июля 1939 года Павел Сухой вступил в должность Главного авиационного конструктора нового ОКБ. Самолёты, которые проектировались под руководством П. О. Сухого, стали носить обозначение «Су» — индекс, сокращение от фамилии руководителя ОКБ со сквозной нумерацией.
1939−1940 годах Павел Сухой занимает должность главного конструктора на авиационном заводе № 135 в Харькове.
1940—1949 годах Павел Сухой — главный конструктор КБ, базировавшегося на ряде заводов в Подмосковье и Москве. Одновременно Павел Сухой — директор этих заводов.
В 1939—1941 годах в ОКБ Павла Сухого созданы истребители Су-1, Су-3 и Су-5, а также модификация Су-2 «штурмовик-бомбардировщик» ШБ, он же «ближний бомбардировщик второй» ББ-2. Однако эти самолёты на вооружение приняты не были и в серию не пошли.
К началу боевых действий летом 1941 года Военно-воздушные силы СССР насчитывали 13 полностью укомплектованных полков ближнебомбардировочной авиации, оснащённых Су-2. Ближний бомбардировщик Су-2 являлся «секретным изделием», и его силуэт не был знаком даже советским лётчикам. Поздняя модификация самолёта с другим двигателем выпускалась под названием Су-4. Ближние бомбардировщики Су-2 и Су-4 принимали участие в приграничных оборонительных сражениях на советско-германском фронте лета и осени 1941 года, при обороне Киева и Москвы, в сражении за Сталинград осенью 1942 — зимой 1943 годов, в сражении на Курской дуге летом 1943 года и других боевых операциях. Достоверных сведений о применении Су-2 и Су-4 после 1943 года не имеется.
В 1942—1943 годах под руководством Павла Сухого создан бронированный штурмовик Су-6. Самолёт выпущен малой серией.
За создание штурмовика Су-6 М71Ф главный конструктор П. О. Сухой был удостоен Сталинской премии 1 степени, которую он передал в Фонд обороны.
В 1942—1944 годах в ОКБ Сухого создан и успешно облётан тяжёлый «двухместный двухмоторный бронированный штурмовик ДДБШ» Су-8, построенный в двух экземплярах.
С 1944 по 1949 год в ОКБ Павла Сухого созданы и прошли испытания разведчик-корректировщик Су-12, четырёхдвигательный реактивный тяжёлый бомбардировщик Су-10 (наземные испытания), тяжёлые двухдвигательные реактивные истребители Су-9, Су-11 и Су-13, а также однодвигательные истребители Су-15 и Су-17. В конструкции самолётов были применены катапультируемые кабина и кресло пилота и тормозной парашют.
В ноябре 1949 года авиационное ОКБ Павла Сухого было упразднено. По предложению Андрея Туполева перешёл работать конструктором в его ОКБ.
Здесь по предложению Туполева конструкторский коллектив Сухого в 1946 году создал модификацию Ту-2 «учебно-тренировочный бомбардировщик» УТБ (УТБ-2) — удачную машину с двигателями Швецова АШ-21 со снятым вооружением. Самолёт строился серийно до 1948 года.

### Опытно-конструкторское бюро № 51
В ходе Корейской войны 1950—1953 годов в июле 1952 года СССР получил два трофейных американских истребителя F-86 «Sabre». Для тщательного изучения трофейных самолётов и создания советского реактивного истребителя, превосходящего «Sabre» по основным параметрам было принято решение организовать новое авиационное конструкторское бюро.
Приказом МОП № 223 от 14 мая 1953 года создавалось авиационное конструкторское бюро, которое предложили возглавить Павлу Сухому. В феврале 1954 года ОКБ П. О. Сухого и опытный завод получили в системе МАП СССР № 51.
Постановлением Правительства от 5 августа 1953 года в ОКБ П. О. Сухого развернулись работы по проектированию сверхзвуковых истребителей в двух вариантах компоновки прототипов: со стреловидным крылом (индекс «С») и треугольным крылом (индекс «Т») соответственно.
После воссоздания КБ под руководством Павла Сухого разработан ряд экспериментальных и серийных боевых машин, в числе которых истребитель Су-7 со скоростью полёта, вдвое превысивший скорость звука, истребители-перехватчики П-1, Су-9, Су-11, Су-15, истребители-бомбардировщики Су-7Б с лыжным и колёсно-лыжным шасси для базирования на грунтовых аэродромах и Су-17 с изменяемой в полёте стреловидностью крыла, модификации Су-17 бомбардировщики Су-20 и Су-22, фронтовой бомбардировщик Су-24, штурмовик Су-25, бомбардировщик-ракетоносец Т-4 и другие самолёты. Были также разработаны ряд нереализованных проектов, например Су-13.
Под руководством П. О. Сухого разработано более 50 конструкций самолётов.
В 1958—1974 годах — депутат Верховного Совета СССР.
В 1972 году (задолго до руководителей других авиационных КБ) Павел Осипович обратился в ВЦ АН СССР с просьбой о содействии в автоматизации процесса проектирования своих изделий. В ответ на его обращение была создана группа исследователей и программистов, сумевшая за несколько лет разработать и внедрить первую очередь соответствующей САПР.
Жил и работал в Москве. В последние годы обострились последствия перенесённого на фронте туберкулёза лёгких, из-за которых приходилось пользоваться кислородным баллоном. Скончался 15 сентября 1975 года в подмосковном санатории Барвиха. Похоронен в Москве на Новодевичьем кладбище (7 уч.).

## Самолёты, созданные под руководством Павла Сухого

### поршневые
- истребитель И-8
- истребитель И-14
- одномоторный низкоплан АНТ-25 РД
- одномоторный низкоплан АНТ-26 РД2
- двухмоторный низкоплан АНТ-37
- двухмоторный низкоплан АНТ-37бис Родина
- двухместный истребитель пушечный ДИП-1
- дальний бомбардировщик ДБ-1
- дальний бомбардировщик ДБ-2
- дальний бомбардировщик ДБ-2Б
- высотный истребитель Су-1
- ближний бомбардировщик Су-2
- высотный истребитель Су-3
- ближний бомбардировщик Су-4
- штурмовик-бомбардировщик ШБ
- истребитель-перехватчик Су-5
- тяжёлый штурмовик Су-6
- «двухместный двухмоторный бронированный штурмовик ДДБШ» Су-8
- разведчик-корректировщик Су-12
- учебно-тренировочный бомбардировщик УТБ (УТБ-2)

### реактивные
- истребитель-перехватчик Су-7 (1944)
- тяжёлый истребитель Су-9 (1946)
- скоростной тяжёлый бомбардировщик Су-10
- тяжёлый истребитель Су-11 (1947)
- тяжёлый истребитель Су-13
- истребитель Су-15 (1949)
- истребитель Су-17 (1949)

### новая серия, самолёты ОКБ-1
- истребитель-перехватчик П-1
- истребитель Су-7
- истребитель-бомбардировщик Су-7Б
- всепогодный истребитель-перехватчик Су-9
- всепогодный истребитель-перехватчик Су-11
- истребитель-перехватчик Су-15
- истребитель-бомбардировщик Су-17
- истребитель-бомбардировщик Су-20
- истребитель-бомбардировщик Су-22
- фронтовой бомбардировщик Су-24
- бомбардировщик-ракетоносец Т-4
- штурмовик Су-25

## Награды
В 1957 году присвоено звание Героя Социалистического Труда. В 1965 году награждён второй Золотой медалью «Серп и Молот».
Кавалер трёх орденов Ленина (1945, 1957, 1975), орденов Октябрьской Революции, Трудового Красного Знамени (1938), Красной Звезды (22.12.1933) и «Знак Почёта» (1936).
Сталинская премия Первой степени (1943 — за создание штурмовика Су-6), Ленинская премия (1968), Государственная премия СССР (1975 — посмертно), Государственная премия Российской Федерации в области дизайна (1997 — посмертно) — за дизайнерскую и эргономическую разработку семейства самолётов Су-27.
Сухому в 1940 г. присуждена учёная степень доктора технических наук без защиты диссертации.
За выдающиеся работы в области авиационной науки и техники награждён золотой медалью имени академика А. Н. Туполева № 1 Академии наук СССР (1975), посмертно. Медаль вручена вдове авиаконструктора — Софье Феликсовне Сухой.

## Память

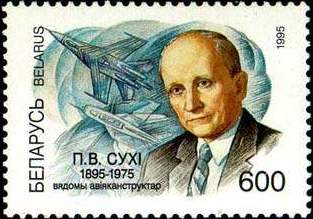
Почтовая марка Белоруссии, 1995 год

Мемориальная доска в Москве, Ленинский проспект, д. 7

- Самолёты, которые носят название «Сухой» + номер; в советском и с 1991 — в российском авиастроении принято сокращение «Су»; Две серии опытных, экспериментальных и серийных летательных аппаратов; в первой серии — оснащённые поршневыми авиадвигателями и тянущим винтом, после Второй мировой войны — оснащаются реактивными двигателями; во второй серии — движителем являются различные типы реактивных двигателей; самолёты ОКБ Сухого, которые носят фамилию в память основателя и первого руководителя конструкторского бюро Павла Сухого.
- Опытно-конструкторское бюро Сухого — российское специализированное научно-инженерное конструкторское учреждение; специализируется на конструировании, постройке и испытаниях авиационной техники; носит имя основателя и первого руководителя Павла Сухого; юридически оформлено как ОАО «ОКБ Сухого»; с 1 января 2013 — филиал, с сохранением названия «ОКБ Сухого»; одно из ведущих авиационных конструкторских бюро мира.
- "Публичное акционерное общество «Авиационная холдинговая компания „Сухой“», аббревиатура: "ПАО «Компания „Сухой“», ранее ГУП «АВПК „Сухой“» — российская компания, занимающаяся конструированием, производством, маркетингом, обучением лётного персонала, послепродажным обслуживанием, включая поставку запасных частей и оборудования боевых и гражданских самолётов марки «Су» и «Бе»; создана на базе бывшего государственного авиационного завода № 51; носит имя Павла Сухого.
- В 1977 году в Гомеле был открыт памятник П. О. Сухому — бронзовый бюст на постаменте.
- В городе Гомеле, Глубокое именем Павла Сухого названа улица.
- Музей Павла Сухого создан в 1985 году на его родине в городе Глубокое в средней школе № 1.
- В 1987 году именем Павла Сухого названа улица в Витебске[3].
- В 1995 году имя авиационного инженера и конструктора Павла Сухого присвоено Гомельскому государственному техническому университету (ГГТУ).
- В Москве установлена мемориальная доска по адресу: Ленинский проспект, дом 7, где П. О. Сухой жил с 1947 по 1965 годы.
- В 2004 году именем Павла Осиповича названа улица в Москве.
- В 2012 году его имя присвоено средней школе № 1 города Глубокое.
- В 2012 году ко Дню белорусской письменности в Глубокое на Аллее знаменитых земляков был установлен бюст П. О. Сухому[30]
- В городе Глубокое в память о Павле Сухом на постамент установлен один из боевых самолётов Конструкторского бюро П. О. Сухого.
- В городе Кричев в память о Павле Сухом на постаменте в городском парке установлен боевой самолёт — однодвигательный реактивный всепогодный истребитель-перехватчик Су-9. Самолёт принадлежал 28-му истребительному полку ВВС СССР, Кричевский район базирования, Белорусский военный округ[31].
- В 1995 году в Белоруссии выпущена почтовая марка с портретом Павла Сухого; также выпущена серия почтовых марок с изображением самолётов, созданных в Конструкторском бюро, которым руководил П. О. Сухой.

## Отзывы
- Советский авиаконструктор академик Олег Антонов:

«Все [советские] Генеральные авиаконструкторы, несомненно, высокообразованные люди, а Павел Осипович Сухой в науке был всё-таки выше всех нас, хотя и не имел звания академика. Я не отступлю от истины, если назову Павла Осиповича квинтэссенцией нашей [советской] авиации»
.
- Маршал авиации, Герой Советского Союза Иван Пстыго:

«Я горжусь тем, что мне довелось летать на машинах Павла Осиповича Сухого. Это был выдающийся человек и конструктор. Случалось, он принимал решения, которые, казалось, противоречили общепринятым представлениям, были непонятны даже для специалистов. Но проходило время, и все убеждались, что идея конструктора правильна. Его способность предвидения всегда поражала»
.
- Советский Генеральный конструктор авиационной техники, Герой Социалистического труда Архип Люлька:

«…Павел Осипович Сухой создал образцы авиационной техники на острие науки, на грани научной фантастики. Первым среди других Генеральных конструкторов он находил решения, определявшие профиль современных самолётов»
.

## Историческое значение
В конце Второй мировой войны Сухой одним из первых начал работать над проектами реактивных самолётов, считая, что за ними будущее авиации. Под руководством Павла Сухого стали разрабатываться сразу два направления новых машин — со стреловидным крылом, получившим кодовое наименование «С», и треугольным, получившим кодовое наименование «Т». Успешно были реализованы оба проекта, а впоследствии, благодаря подобным наработкам, был создан Су-17 — первый в СССР самолёт с изменяемой геометрией крыла. Всего под руководством Сухого было разработано около 50 конструкций самолётов, многие из которых произвели настоящую революцию в авиастроении.

### Об авиаконструкторе Павле Сухом
- Кузьмина Л. М. Генеральный [авиационный] конструктор Павел Сухой. Страницы жизни. — 1-е изд. — М.: Молодая гвардия, 1983. — 239 с. — 100 000 экз.
- Кузьмина Л. М. Генеральный [авиационный] конструктор Павел Сухой. — 3-е изд., переработанное и доп.. — Минск: Беларусь, 1985. — 239 + фотоиллюстрации 16 с. — 90 000 экз.
- Бодрихин Н. Г., Проклов В. С. Павел Сухой. — М.: Молодая гвардия, 2016. — 324 с.
- Пешин С. В., автор-составитель. Гордость земли белорусской. [Краткий биографический справочник]. Первое издание. — Минск: Беларусь, 2015. — 62 с.
- Павел Осипович Сухой. Фотоальбом + Текст: Краткий очерк жизни и деятельности / Авторы текста и составители Н. С. Царьков и А. М. Шныпарков. Фотографии М. В. Высоцкого и из коллекции Гомельского областного краеведческого музея. — Минск: Беларусь, 1986. — 34 с. — (Жизнь-подвиг).

### Об авиаконструкторе Павле Сухом и истории авиации
- Байдуков Г. Ф. Чкалов. — Москва: Молодая гвардия, 1983. — 351 с. — (Жизнь замечательных людей. Серия биографическая. Выпуск 12 (552)). — 100 000 экз.
- Байдуков Г. Ф. Первые перелёты через Ледовитый океан. Из воспоминаний [советского] лётчика. — Москва: Детская литература, 1987. — 351 с. — 100 000 экз.
- Беляков А. В. Валерий Чкалов. — Москва: ДОСААФ, 1974. — 208 с. — 100 000 экз.
- Выдающиеся советские авиаконструкторы. Набор цветных открыток. — Москва: Изобразительное искусство, 1989. — ? с. — 85 000 экз./Павел Осипович Сухой. Цветной портрет работы художника А. Г. Кручины. Открытка, двусторонняя печать: Плотный картон. Размер 148×105 мм. Лицевая сторона: Цветная печать, мелованный; Цветной погрудный портрет. Акварель, карандаш. Оборотная сторона: Чёрно-белая печать, матовый шероховатый.
- Гончаров А. В. Великий перелёт // Вечерний Минск. — 1997, 23 июня.

### Об истории авиации в СССР. 1917—1991 годы
- Авиация нашей родины / Сборник статей из журнала «Вестник воздушного флота» — М.: Воениздат, 1955. — 568 с.
- Агокас Е. В. Основы вооружения самолётов. — Москва, 1947.
- Бравин Е. Л. Стрелково-пушечное вооружение самолётов. — Москва, 1941.
- Яковлев А. С., авиаконструктор. Советские самолёты. Краткий очерк. Четвёртое издание, переработанное и дополненное. — Москва: Наука., 1982. — 408 с. — 25 000 экз.
- Арлазоров М. С. Фронт идёт через КБ. Второе издание, исправленное и дополненное. Первое издание в 1969. — М.: Знание, 1975. — 224 с. — 100 000 экз.
- М. Б. Саукке. Неизвестный Туполев. Архивировано 11 апреля 2009 года.
- Цихош Э., доктор технических наук, Польша. Сверхзвуковые самолёты: Справочное руководство. Второе издание, на русском языке. Перевод с польского. Первое издание, Варшава: 1980. — Москва: Мир, 1983. — Иллюстрации, 224 с. — 43 000 экз.
- Шавров В. Б. История конструкций самолётов в СССР до 1938 г. — 3-е. — М.: Машиностроение, 1985. — 752 с.
- Gunston Bill. Tupolev Aircraft since 1922. — Naval Institute Press, 1995. — P. 74—77. — 254 p. — (Putnam Aviation Series). — ISBN 1557508828.

### О самолётах Павла Сухого во Второй мировой войне
- Новиков М. «Су» штурмуют небо // Авиация и космонавтика. — 1970. — № 7. — С. 28-29.
- Сивков Г. Ф. Готовность номер один. — М.: Советская Россия, 1973. — 304 с. — 100 000 экз.
- Сивков Г. Ф. Готовность номер один: Шестьдесят лет спустя. — Москва; Жуковский: Кучково поле, 2006. — 416 с. — ISBN 5-86090-197-6.